# 파흐라강

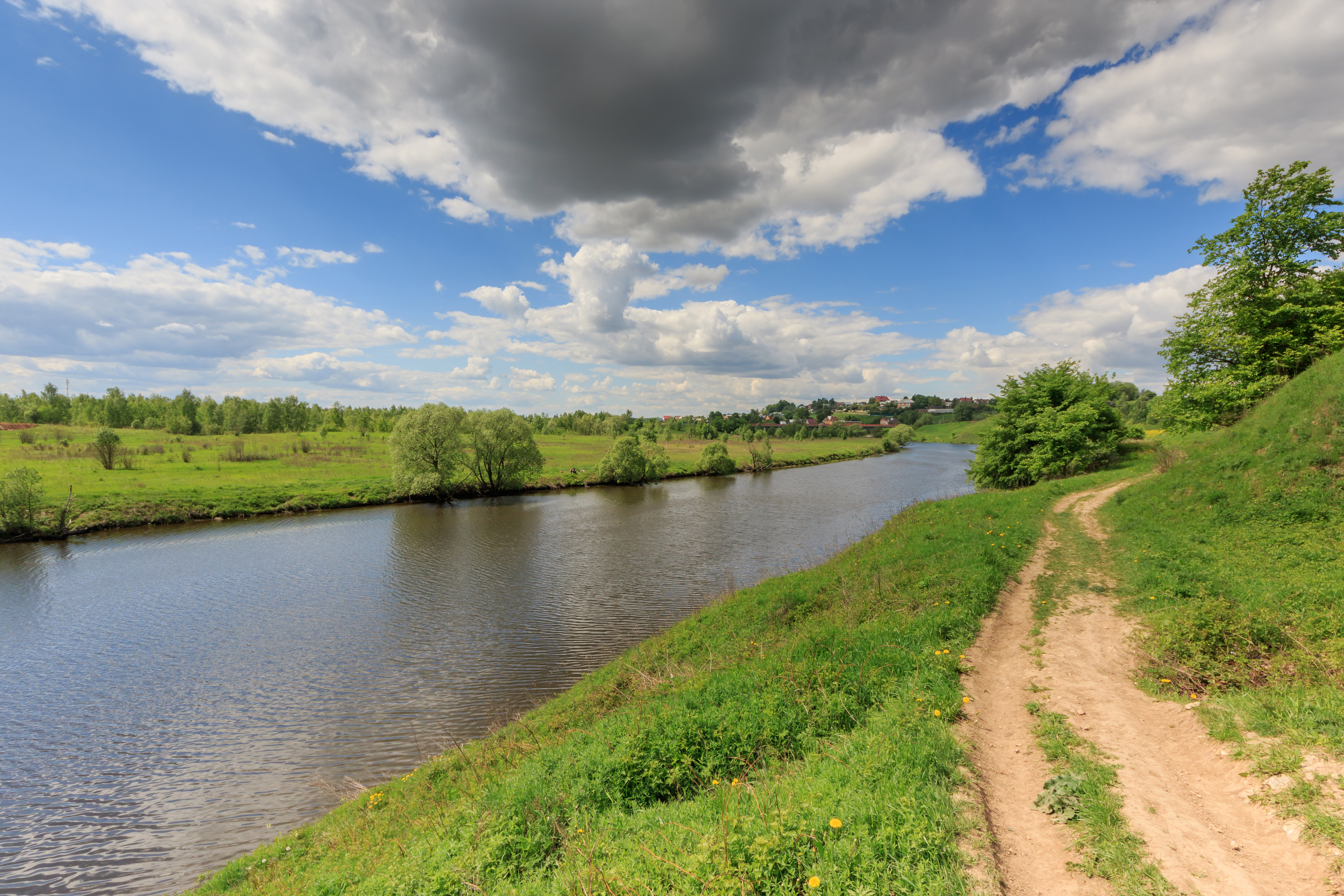

파흐라강(러시아어: Пахра)은 모스크바주를 흐르는 강이다. 모스크바강의 우안을 흐르는 지류로 유역 면적은 2580 sq km이다. 파흐라강은 11월과 12월에 얼고 3월 - 4월에 풀린다. 파흐라 강의 주요 지류는 모차강, 데스나강이다. 레닌스키예고르키와 포돌스크가 파흐라강에 접해 있다.